# Fosshaugane Campus
Fosshaugane Campus is een voetbalstadion in de Noorse plaats Sogndal in de provincie Vestland. Het stadion werd geopend in 2006 met een wedstrijd tussen de vaste bespeler, Sogndal Fotball en Bryne FK een wedstrijd in de tweede klasse van Noorwegen. Tegenwoordig speelt Sogndal in de hoogste klasse.